# デマラトス
デマラトス（希：Δημάρατος、ラテン文字転記：Demaratos、在位：紀元前515年-紀元前491年）はエウリュポン朝のスパルタ王である。
デマラトスは先王アリストンの子であり、その後を継ぎ王位に就いた。また、彼は（ヘロドトスによればクレオメネスへの嫉妬から）共同統治者のクレオメネス1世に対していくつかの妨害を行い、しばしば対立した。

## 治世
紀元前6世紀末、クレオメネスの助力によってアテナイは僭主から解放されたが、それ以来力をつけ始めた。これを受け、アテナイの力を殺ぎ、脅威を取り除くためにクレオメネスはアテナイを再び僭主制に戻し、僭主の地位にアテナイの政治家イサゴラスを就けようとしてアッティカに侵攻した。しかし、まさにアテナイ軍と矛を交える直前にデマラトスは麾下の軍と共に撤退し、クレオメネスの試みを失敗させた。
紀元前492年、アテナイの向かい側の島国アイギナがペルシアに服属した時、アテナイはスパルタにこの行為への制裁を要請した。クレオメネスはそれに応じ、首謀者を逮捕しようとアイギナ島に渡ったが、アイギナ側はスパルタ王が二人とも揃って来ない限りは首謀者を突き出さないと言い、そのためにクレオメネスの目論みは不成功に終った。これはデマラトスの入れ知恵であった。
それらの妨害行為への報復としてクレオメネスは、デマラトスに婚約者を奪われて彼を恨んでいたエウリュポン朝の王族レオテュキデスを誘ってデマラトスを廃位する陰謀を練った。その口実はデマラトスは本当はアリストンの子ではなく、彼の母の前夫アゲトスの子であるというものであった。クレオメネスはデルフォイの巫女を買収して自分に都合が良いことを言わせ、その神託に従ってデマラトスは廃位され、代わりに紀元前491年にレオテュキデスが王位に就いた。デマラトス廃位の後、クレオメネスはレオテュキデスと共に再度アイギナ島に赴き、そこの指導的市民を捕らえ、人質としてアテナイに預けた。

## 廃位後
王位を追われたデマラトスは、ある官職についてギュムノパイディアイの祭に赴いた。その時、自身の出自に疑問を抱いた彼は母を呼んで自分の本当の父は誰かと問い、母はアリストンに化けた英雄アストラバコスがそれであると答えたという。その後、デマラトスはスパルタから亡命し、ペルシア王クセルクセスの許に身を寄せた。ダレイオスは彼にペルガモンとその他にいくつかの都市を与え、クセノポンの記述によれば彼の子孫は4世紀の初めまでそこを支配した。
亡命先でデマラトスはペルシア王の良き相談相手になった。ダレイオスが先妻の子アルトバザネスと、王位に就いた後に生まれた後妻の子クセルクセスとのいずれに王位を譲ろうかと考えていた時、デマラトスはスパルタの慣例を持ち出して王位に就いた後の子を王位につけるべきであると主張するようクセルクセスに入れ知恵し、クセルクセスのこの言い分を聞いたダレイオスはクセルクセスを次の王に指名した。
紀元前480年のペルシアによるギリシア侵攻時（第二次ペルシア戦争）、デマラトスはクセルクセス1世に同行した。ギリシア進撃に先立ち、クセルクセスがデマラトスにスパルタ軍の強さは如何ほどかと問うた時、デマラトスはスパルタ人はどんな相手でも戦い抜くと言ってスパルタ人を見くびらぬよう警告した。その時クセルクセスはこれを聞き流したが、テルモピュライの戦いで散々手こずらされてようやくスパルタ軍に勝利した後になってそれを認めた。その時デマラトスはクセルクセスにスパルタ人を倒す策を求められ、スパルタの目と鼻の先にあるキュテラ島へ艦隊を分遣して占領し、スパルタ市を脅かすよう献策した。しかし、その策はクセルクセスの弟で艦隊指揮官だったアカイメネスの反対に遭い、採用されなかった。周知のようにこの遠征は失敗に終わり、ペルシア軍はギリシアから撃退された。
また、デマラトスは（亡命以前の）オリュンピア祭で四頭立ての戦車競争で優勝した人物でもある。

## 註
1. ↑  ヘロドトス, V. 75
2. ↑  ibid, VI. 50
3. ↑  ibid, VI. 60-66
4. ↑  ibid, VI. 75
5. ↑  ibid, VI. 67-69
6. 1 2  ibid, VI. 70
7. ↑  クセノポン, III. 1. 6
8. ↑  ヘロドトス, VII. 3
9. ↑  ibid, VII. 101-104
10. ↑  ibid, VII. 234-237